# Acide N-acétylmuramique
L'acide N-acétylmuramique (MurNAc) est un éther d'acide lactique et de N-acétylglucosamine (GlcNAc) qui, avec cette dernière, entre dans la composition du peptidoglycane constituant la paroi cellulaire de certaines bactéries, où les unités GlcNAc et MurNAc alternent en formant des chaînes polysaccharidiques liées entre elles par des oligopeptides — L-Ala–D-isoGln–L-Lys–D-Ala–D-Ala — branchés au niveau des résidus d'acide lactique des unités MurNAc.